# Rita Clara Freire de Andrade
Rita Clara Freire de Andrade, ou Ritta Clara Freyre de Andrade (1758, Bilrete - ?) foi uma tradutora portuguesa.

## Biografia
Rita casa-se com Bartolomeu Cordovil Sequeira e Melo, professor de Gramática Latina, em Algodres. Traduziu em verso a Arte Poética, de Q. Horácio Flacco, em 1781, em Coimbra.